# Above
Above는 국제적으로 활동하는 그라피티 작가이다. 그는 1995년 캘리포니아에서 화물열차에 Above라는 단어를 그리기 시작했다.